# Dualismus (náboženství)

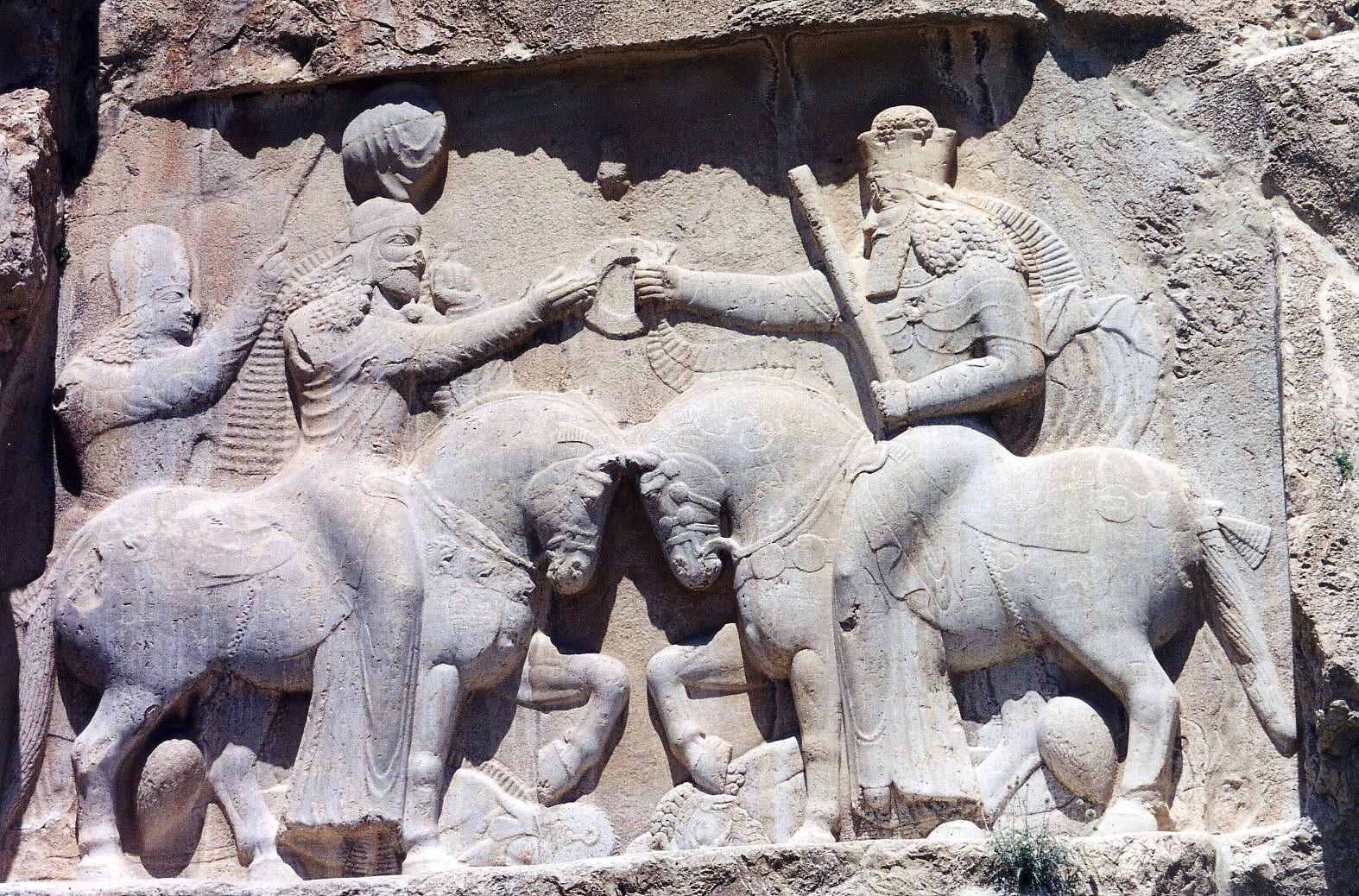
Ahura Mazda (vpravo), zarathuštrický představitel dobra, předává kolo, symbol královské moci, Ardašírovi

Dualismus (z lat. dualis, dvojitý, podvojný) se v náboženství objevuje jako víra v protiklad dvou principů, nejčastěji dobra a zla, na všech úrovních skutečnosti, včetně kosmologické, antropologické a etické. Slovo bylo poprvé použito až v 18. století a to pro popis zarathuštrismu.
Náboženský dualismus se tradičně dělí do dvou forem či typů:
- Radikální dualismus – víra v existenci dvou souvěčných principů odpovědných za stvoření
- Umírněný či monarchický dualismus – v tomto pojetí se druhý princip, tedy zpravidla zlo, objevil až poté, co první princip provedl stvoření

Dualistické motivy lze nalézt v mnoha archaických náboženstvích, například v mýtech o stvoření o dvou demiurzích známých především ze Sibiře a Severní Ameriky. Druhý princip v něm zastupuje postava šprýmaře, například indiánský Kojot, nebo bůh smrti jako něnecký Nga a altajský Erlik.
Existují také náboženství či náboženské filosofie dualistické sama o sobě, která lze charakterizovat podle toho, zda jsou antikosmická, tedy považují svět za špatný, nebo prokosmická, a zda jsou antisomatická, tedy považují tělo za špatné, nebo prosomatická. Příkladem kombinace těchto přístupů u konkrétních náboženství je například:
- zarathuštrismus – prokosmismus, prosomatimus
- orfismus – antikosmismus, antisomatismus
- platonismus – prokosmismus, antisomatismus

Kromě zarathuštrismu a zmíněných řeckých filosofií lze mezi dualistická náboženství zařadit například manicheismus, gnosticismus a různé křesťanské hereze jako paulikiánství, markiónismus, bogomilství nebo katarství.

## Křesťanství
V křesťanství převládá stanovisko Augustinovo, že zlo je nedostatkem dobra, podobně jako je tma nedostatkem světla či ticho absence zvuku. To však neznamená, že zlo resp. ďábel neexistuje. Sám Augustin o jeho existenci nepochybuje. Důležité je, že jediným věčným je Bůh, který je taktéž stvořitelem a původcem všeho – tedy i ďábla. Ďábel je pak považován za původce zla v tom smyslu, že zneužil svoji svobodu darovanou Bohem a rozhodl se vzepřít proti němu. Původně byl tedy stvořen jako bytost dobrá a sám ze sebe udělal špatného. Pro tradici církve je reálná existence osoby ďábla nepopiratelná a církevními autoritami mnohokrát potvrzená. Existují nicméně i křesťanské teologické směry, které existenci bytosti zvané ďábel úplně popírají a za tímto výrazem vidí obecně hřích či vlastní zkaženost člověka.